# Mercè Durfort i Coll
Mercè Durfort i Coll   (La Suze-sur-Sarthe, 4 d'abril de 1943 - Barcelona, 7 d'abril de 2022) fou una biòloga catalana, catedràtica de Biologia cel·lular de la Facultat de Biologia de la Universitat de Barcelona.
Estudià la llicenciatura de Ciències Biològiques a la Facultat de Ciències de la Universitat de Barcelona, que va acabar l'any 1065. També es doctorà en Ciències Biològiques el 1973 a la mateixa universitat, i el 1985 obtingué la càtedra de Biologia cel·lular de la seva Facultat de Biologia, en la qual ha desenvolupat diversos càrrecs de gestió. Des del 1993, va ser membre de la Reial Acadèmia de Ciències i Arts de Barcelona, i del 1994 al 2000 va ser presidenta de la Secció de Ciències Biològiques de l'Institut d'Estudis Catalans, del qual va ser membre numerari des del 1989.
La seva activitat de recerca es va centrar, preferentment, en la gametogènesi de mol·luscs i crustacis i en la histopatologia i els processos bioacumulatius dels bivalves marins d'interès en aqüicultura.
Pertanyé a diverses societats científiques, i fou autora de publicacions tècniques i de vídeos metodològics pensats per a donar suport a la docència que impartia. És destacable dins d'aquest àmbit la seva tasca divulgativa amb la traducció, juntament amb Miguel Llobera i Sande, de l'obra de Bruce Alberts i altres, Molecular biology of the cell. 1ª ed. New York ː Garland, 1983, considerat com «el llibre de text de biologia cel·lular més influent del seu temps». Durfort i Llobera van traduir al castellà les seves 5 primeres edicions, del 1986 al 2010; i al català la 2a edició anglesa el 1994.
Va estudiar la biografia de Jaume Pujiula i Dilmé i va publicar diversos treballs sobre la vida i obra de Santiago Ramón y Cajal, així com sobre la història dels estudis de Biologia a la Universitat de Barcelona.
El 2001 va rebre el Premi Narcís Monturiol al Mèrit científic i tecnològic i el 2004 va rebre la Creu de Sant Jordi.
El 15 de novembre de 2022, de manera pòstuma, es va anomenar «edifici Mercè Dufort» l’antic edifici Aulari de la Facultat de Biologia de la Universitat de Barcelona.